# Agrégation de lettres modernes
 (juillet 2023).
Les concours d’agrégation — externe et interne — de lettres modernes sont organisés en France, avec les concours d’agrégation de lettres classiques et de grammaire, pour le recrutement des professeurs agrégés enseignant le français.
L'agrégation de lettres modernes a été créée en 1959 sous le Gouvernement Michel Debré.

## Concours externe
Le concours externe est ouvert aux personnes titulaires d'un master ou diplôme équivalent,.

### Épreuves
Comme la plupart des concours, il est constitué de deux phases : l'admissibilité et l'admission ; la première se déroule à l'écrit et détermine l'accès à la seconde qui a lieu à l'oral le cas échéant. Elles comptent chacune pour la moitié de la note finale.
La dissertation de littérature française, la première explication d'un texte français, les deux épreuves de grammaire et la leçon portent sur un programme d'auteurs français. La dissertation et le commentaire de littérature comparée portent sur le programme de littérature comparée. Les épreuves de langue, vivante et ancienne, sont hors-programme. L'explication d'un texte français hors-programme porte en réalité sur celui du second degré en vigueur.
| Nature                           | Intitulé                                                                                     | Durée                                      | Coefficient |
| -------------------------------- | -------------------------------------------------------------------------------------------- | ------------------------------------------ | ----------- |
| Épreuves écrites d'admissibilité | Dissertation de littérature française                                                        | 7 h pour chacune de ces deux épreuves      | 12          |
| Épreuves écrites d'admissibilité | Dissertation de littérature comparée                                                         | 7 h pour chacune de ces deux épreuves      | 10          |
| Épreuves écrites d'admissibilité | Version latine ou grecque                                                                    | 4 h pour chacune de ces deux épreuves      | 5           |
| Épreuves écrites d'admissibilité | Version en langue vivante étrangère                                                          | 4 h pour chacune de ces deux épreuves      | 5           |
| Épreuves écrites d'admissibilité | Étude grammaticale d'un texte d'ancien ou moyen français                                     | 3 h pour chacune de ces deux épreuves      | 4           |
| Épreuves écrites d'admissibilité | Étude grammaticale et stylistique d'un texte de français moderne                             | 3 h pour chacune de ces deux épreuves      | 4           |
| Épreuves orales d'admission      | Leçon suivie d'un entretien                                                                  | 6 h de préparation et 50 min de passage    | 13          |
| Épreuves orales d'admission      | Explication d'un texte de français moderne suivie d'un exposé de grammaire et d'un entretien | 2 h 30 de préparation et 50 min de passage | 12          |
| Épreuves orales d'admission      | Commentaire d'un texte issu du programme de littérature comparée suivi d'un entretien        | 2 h 30 de préparation et 40 min de passage | 8           |
| Épreuves orales d'admission      | Explication d'un texte français hors-programme suivie d'un entretien                         | 2 h de préparation et 40 min de passage    | 7           |

### Programmes
Le programme du concours externe est constitué, d'une part, de six auteurs français (Moyen Âge, XVIe siècle, XVIIe siècle, XVIIIe siècle, XIXe siècle et XXe siècle), et d'autre part de deux questions de littérature comparée comprenant chacune plusieurs œuvres ; l'une des deux est reconduite l'année suivante. Le programme de littérature française, renouvelé intégralement chaque année, est commun avec les agrégations externes de lettres classiques et de grammaire. Un programme limitatif est également publié pour les épreuves de grammaire et stylistique.

## Concours interne
Le concours interne est ouvert aux enseignants en exercice depuis cinq ans ou plus.

### Épreuves
Comme la plupart des concours, il est constitué de deux phases : l'admissibilité et l'admission. La première se déroule à l'écrit et détermine l'accès à la seconde qui a lieu à l'oral. Elles comptent chacune pour la moitié de la note finale.
La dissertation de littérature française, l'explication d'un texte français et la leçon portent sur un programme d'auteurs français, auquel s'ajoute une œuvre cinématographique pour cette dernière. La composition — qui s'appuie sur un ou plusieurs textes — porte sur le programme du second degré en vigueur. Le commentaire porte sur le programme de littérature comparée.
| Nature                           | Intitulé                                                                                             | Durée                                   | Coefficient |
| -------------------------------- | --- | --------------------------------------- | ----------- |
| Épreuves écrites d'admissibilité | Dissertation de littérature française                                                                | 7 h pour chacune de ces deux épreuves   | 12          |
| Épreuves écrites d'admissibilité | Composition à partir d'un ou plusieurs textes                                                        | 7 h pour chacune de ces deux épreuves   | 8           |
| Épreuves orales d'admission      | Explication d'un texte de français moderne suivie d'une interrogation de grammaire et d'un entretien | 3 h de préparation et 50 min de passage | 8           |
| Épreuves orales d'admission      | Leçon suivie d'un entretien                                                                          | 6 h de préparation et 50 min de passage | 6           |
| Épreuves orales d'admission      | Commentaire d'un texte issu du programme de littérature comparée suivi d'un entretien                | 2 h de préparation et 30 min de passage | 6           |

### Programmes
Le programme du concours interne reprend l’essentiel de celui du concours externe. Il est constitué, d'une part, de cinq auteurs français (un par siècle, du Moyen Âge au XXe siècle, moins un), et d'autre part d'un programme de littérature comparée comprenant une question et plusieurs œuvres. Le programme de littérature française, renouvelé intégralement chaque année, à l'exception d'un auteur reconduit, est commun avec les agrégations internes de lettres classiques et de grammaire. À cela s'ajoute une œuvre cinématographique.

## Histoire

### Présidence du jury
Les présidents de jury de l'agrégation externe de lettres modernes depuis 2000 ont été : 
- Louis Baladier, inspecteur général de l'Éducation nationale,
- Pierre Citti, professeur des universités à l'université Montpellier III,
- Philippe Le Guillou, inspecteur général de l'Éducation nationale,
- Georges Zaragoza, professeur émérite des universités en littérature comparée à l'Université de Bourgogne,
- Paul Raucy, inspecteur général de l'Éducation nationale.
- Anne Vibert, inspectrice générale de l'Éducation nationale.
- Jean-François Louette, professeur des universités à la Sorbonne

Les présidents de jury de l'agrégation interne de lettres modernes depuis 2000 ont été : 
- Pierre-Louis Rey, professeur des universités (Paris III),
- Anne Armand, inspectrice générale de l'Éducation nationale,
- Jean Jordy, inspecteur général de l'Éducation nationale,
- Emmanuel Fraisse, professeur des universités (Paris).
- Jean Ehrsam, inspecteur général de l'Éducation nationale.
- Jean-Louis Chiss, professeur des universités (Paris).
- Françoise Laurent, professeure des universités (Clermont-Ferrand).

## Archives des programmes

### 2010-2011
- Littérature française :
  - Moyen Âge : Charles d'Orléans, Poésies, éd. P. Champion (Classiques Français du Moyen Âge), tome 1, "Ballades".
  - XVIe siècle : Montaigne, Essais, livre I, éd. E. Naya, D. Reguig-Naya et A. Tarrête, Folio, 2009.
  - XVIIe siècle : Racine, La Thébaïde, Britannicus, Mithridate, dans Théâtre complet, éd. J. Morel et A. Viala, revue et mise à jour, Classiques Garnier, 2010.
  - XVIIIe siècle : Crébillon fils, Les Lettres de la marquise de… au comte de…, éd. J. Dagen mise à jour, éd. Desjonquères.
  - XIXe siècle : Aloysius Bertrand, Gaspard de la nuit, éd. Steinmetz, Le Livre de Poche, 2002.
  - XXe siècle : Robbe-Grillet, Les Gommes, La Jalousie, éditions de Minuit.
- Littérature générale et comparée :
  - Permanence de la poésie épique au XXe siècle [voir en 2009-2010]
  - Théâtre et violence :
    - Shakespeare, Titus Andronicus, in Œuvres complètes, Tragédies I, éd. Robert Laffont, coll. Bouquins, 1995.
    - Corneille, Médée, in Théâtre II, GF Flammarion, 2006.
    - Botho Strauss, Viol [2005], trad. fr. Michel Vinaver & Barbara Grinberg, L'Arche.
    - Sarah Kane, Anéantis [1995], trad. fr. Lucien Marchal, L'Arche.

À l'agrégation interne, le film au programme est Le Cercle rouge de Jean-Pierre Melville.

### 2009-2010
- Littérature française :
  - Moyen Âge : Chrétien de Troyes, Érec et Énide
  - XVIe siècle : Pierre de Ronsard, Discours sur les misères de ce temps[34]
  - XVIIe siècle : Fénelon, Les Aventures de Télémaque
  - XVIIIe siècle : Marivaux, La Surprise de l'amour et La Seconde Surprise de l'amour, Le Jeu de l'amour et du hasard
  - XIXe siècle : Arthur Rimbaud, Poésies et Une saison en enfer
  - XXe siècle : Samuel Beckett, Oh les beaux jours et En attendant Godot
- Littérature générale et comparée :
  - Destinées féminines dans le contexte du naturalisme européen [voir en 2008-2009]
  - Permanence de la poésie épique au XXe siècle :
    - Anna Akhmatova, « Roseau » [Trostnik, 1923-1940], « Impair » [Netchet, 1936-1946], « Course du temps » [Beg vremeni, 1958-1966], in Requiem, Poèmes sans héros et autres poèmes, édition et traduction de Jean-Louis Backès, Paris, Poésie / Gallimard, 2007, p. 167-325.
    - Nazım Hikmet, Pourquoi Benerdji s'est-il suicidé ? [Benerci Kendini niçin öldürdü, 1933], Petite Bibliothèque, Bruxelles, Éditions Aden, 2005, et Paysages humains [Memleketimden Însan Manzaralari, 1940-1950], traduction de Münevver Andaç  , collection Littérature étrangère, Lyon, Éditions Parangon, 2002.
    - Pablo Neruda, Chant général [Canto general, 1950], traduction de Claude Couffon, Paris, Poésie / Gallimard, 1984.
    - Aimé Césaire, La poésie, Paris, Éditions du Seuil, 2006.

À l'agrégation interne, le film au programme est Casque d'Or de Jacques Becker.

### 2008-2009
- Littérature française :
  - Moyen Âge : Adam de la Halle, Le Jeu de la feuillée et Le Jeu de Robin et Marion - Jean Bodel, Le Jeu de saint Nicolas
  - XVIe siècle : Bonaventure Des Périers, Nouvelles Récréations et joyeux devis
  - XVIIe siècle : Théophile de Viau, Œuvres poétiques
  - XVIIIe siècle : Voltaire, Dictionnaire philosophique
  - XIXe siècle : Victor Hugo, Hernani et Ruy Blas
  - XXe siècle : Georges Bernanos, Sous le soleil de Satan
- Littérature générale et comparée :
  - La misanthropie au théâtre [voir en 2007-2008]
  - Destinées féminines dans le contexte du naturalisme européen
    - Émile Zola, Nana
    - Thomas Hardy, Tess d'Urberville
    - Theodor Fontane, Effi Briest

À l'agrégation interne, le film au programme est Lacombe Lucien de Louis Malle.

### 2007-2008
- Littérature française :
  - Moyen Âge : Le Roman de Renart (I, Ia, Ib)
  - XVIe siècle : Joachim du Bellay, La Deffence et illustration de la langue françoyse et L'Olive
  - XVIIe siècle : Jean de Rotrou, Antigone, Venceslas et Le Véritable Saint-Genest
  - XVIIIe siècle : Denis Diderot, Salons (Essais sur la peinture, Salons de 1759, 1761, 1763)
  - XIXe siècle : Paul Verlaine, Poèmes saturniens, Fêtes galantes, et Romances sans paroles
  - XXe siècle : Julien Gracq, Un balcon en forêt et La Presqu'île
- Littérature générale et comparée :
  - Naissance du roman moderne [voir en 2006-2007]
  - La misanthropie au théâtre
    - Ménandre, Le Bourru
    - Shakespeare, Timon d'Athènes
    - Molière, Le Misanthrope
    - Hugo von Hofmannsthal, L'Homme difficile

À l'agrégation interne, le film au programme est Mon oncle de Jacques Tati.

### 2006-2007
- Littérature française :
  - Moyen Âge : Suite au Roman de Merlin (attribuée à Robert de Boron)
  - XVIe siècle : Clément Marot, L'Adolescence clémentine
  - XVIIe siècle : Molière, L'Amour médecin, Monsieur de Pourceaugnac et Le Malade imaginaire
  - XVIIIe siècle : Antoine Prévost d'Exiles, Cleveland
  - XIXe siècle : François-René de Chateaubriand, Itinéraire de Paris à Jérusalem
  - XXe siècle : Saint-John Perse, Vents, Chronique et Chant pour un équinoxe
- Littérature générale et comparée :
  - Le tragique quotidien [voir en 2005-2006]
  - Naissance du roman moderne
    - François Rabelais, Le Tiers Livre
    - Miguel de Cervantes, Don Quichotte
    - Laurence Sterne, Vies et opinions de Tristram Shamdy

À l'agrégation interne, le film au programme est Van Gogh de Maurice Pialat.

### 2005-2006
- Littérature française :
  - Moyen Âge : Rutebeuf, Œuvres complètes
  - XVIe siècle : Marguerite de Navarre, L'Heptaméron
  - XVIIe siècle : Cardinal de Retz, Mémoires
  - XVIIIe siècle : André Chénier, Œuvres poétiques
  - XIXe siècle : Paul Claudel, Tête d'or (deuxième version)
  - XXe siècle : Marguerite Duras, Le Ravissement de Lol V. Stein, Le Vice-Consul et India Song
- Littérature générale et comparée :
  - Poètes de l'amour [voir en 2004-2005]
  - Le tragique quotidien
    - Henrik Ibsen, Rosmersholm
    - Maurice Maeterlinck, L'Intruse et Intérieur
    - August Strindberg, La Sonate des spectres
    - Stanisław Ignacy Witkiewicz, Dans le petit manoir

À l'agrégation interne, le film au programme est Pickpocket de Robert Bresson.

### 2004-2005
- Littérature française :
  - Moyen Âge : La Queste del Saint-Graal
  - XVIe siècle : Louise Labé, Œuvres complètes
  - XVIIe siècle :  Cyrano de Bergerac, États et Empires de la lune
  - XVIIIe siècle : Beaumarchais, Le Barbier de Séville, Le Mariage de Figaro, La Mère coupable
  - XIXe siècle : Alexis de Tocqueville, De la démocratie en Amérique
  - XXe siècle : Michel Leiris, L'Âge d'homme
- Littérature générale et comparée :
  - Échos picaresques dans le roman du XXe siècle [voir en 2003-2004]
  - Poètes de l'amour
    - Ovide, Les Amours
    - Pétrarque, Canzoniere
    - Shakespeare, Sonnets
    - Goethe, Le Divan

À l'agrégation interne, le film au programme est Muriel d'Alain Resnais.

### 2003-2004
- Littérature française :
  - Moyen Âge : La Chanson de Roland
  - XVIe siècle : Agrippa d'Aubigné, Les Tragiques
  - XVIIe siècle : Jean Racine, Esther et Athalie
  - XVIIIe siècle : Jean-Jacques Rousseau, Rousseau juge de Jean-Jacques
  - XIXe siècle : Honoré de Balzac, Illusions perdues
  - XXe siècle : Philippe Jaccottet, Poésies 1946-1967 et À la lumière d'hiver
- Littérature générale et comparée :
  - Héroïsme et marginalité [voir en 2002-2003]
  - Échos picaresques dans le roman du XXe siècle
    - Louis-Ferdinand Céline, Voyage au bout de la nuit
    - Ralph Ellison, Homme invisible, pour qui chantes-tu ? (Invisible Man)
    - Günter Grass, Le Tambour (Die Blechtrommel)

À l'agrégation interne, le film au programme est Sans toit ni loi d'Agnès Varda et remplace Agrippa d'Aubigné.

### 2002-2003
- Littérature française :
  - Moyen Âge : Le Roman de Thèbes
  - XVIe siècle : Michel de Montaigne, Essais, livre III
  - XVIIe siècle : Jacques-Bénigne Bossuet, Le Carême du Louvre
  - XVIIIe siècle : Alain-René Lesage, Histoire de Gil Blas de Santillane
  - XIXe siècle : Charles Baudelaire, Les Fleurs du mal
  - XXe siècle : Jean Giraudoux, Électre et La guerre de Troie n'aura pas lieu
- Littérature générale et comparée :
  - La fiction de l'intime [voir en 2001-2002]
  - Héroïsme et marginalité
    - Duc de Rivas, Don Álvaro
    - Victor Hugo, Hernani
    - Schiller, Les Brigands

À l'agrégation interne, le film au programme est Orphée de Jean Cocteau.

### 2001-2002
- Littérature française :
  - Moyen Âge : Guillaume de Machaut, Le Livre du voir dit
  - XVIe siècle : Pierre de Ronsard, Odes
  - XVIIe siècle : Pierre Corneille, L'Illusion comique et Le Cid
  - XVIIIe siècle : Marivaux, Le Spectateur français, L'Indigent philosophe et Le Cabinet du philosophe
  - XIXe siècle : Victor Hugo, La Légende des siècles
  - XXe siècle : Louis Aragon, Les Voyageurs de l'impériale
- Littérature générale et comparée :
  - La mise en scène de la guerre [voir en 2000-2001]
  - La fiction de l'intime
    - Valery Larbaud, Beauté mon beau souci..., Amants, heureux amants... et Mon plus secret conseil
    - Arthur Schnitzler, La Nouvelle rêvée (Traumnovelle) et Mademoiselle Else (Fräulein Else)
    - Virginia Woolf, Mrs Dalloway

À l'agrégation interne, le film au programme est Ma nuit chez Maud d'Éric Rohmer.

### 2000-2001
- Littérature française :
  - Moyen Âge : Robert de Boron, Merlin
  - XVIe siècle : Robert Garnier, Les Juives et Hippolyte
  - XVIIe siècle : Charles Sorel, Histoire comique de Francion
  - XVIIIe siècle : Denis Diderot, Entretien entre d'Alembert et Diderot, Le Rêve de D'Alembert, Suite de l'entretien, Le Fils naturel, Entretiens sur Le Fils naturel
  - XIXe siècle : Jules Laforgue, Les Complaintes
  - XXe siècle : Marcel Proust, Sodome et Gomorrhe
- Littérature générale et comparée :
  - L'homme artificiel [voir en 1999-2000]
  - La mise en scène de la guerre
    - Eschyle, Les Perses
    - Shakespeare, Henri IV (première partie)
    - Jean Genet, Les Paravents

À l'agrégation interne, le film au programme est Le Mépris de Jean-Luc Godard.

### 1999-2000
- Littérature française :
  - Moyen Âge : Raoul de Cambrai
  - XVIe siècle : Jean de Léry, Histoire d'un voyage en terre de Brésil
  - XVIIe siècle : Molière, Le Misanthrope, George Dandin, Le Bourgeois gentilhomme
  - XVIIIe siècle : Voltaire, Traité sur la tolérance
  - XIXe siècle : Germaine de Staël, Corinne ou l'Italie
  - XXe siècle : Victor Segalen, Stèles, Équipée
- Littérature générale et comparée :
  - Le héros et l'histoire sur la scène romantique 
    - Heinrich von Kleist, Le Prince de Hombourg
    - Alfred de Musset, Lorenzaccio
    - Juliusz Slowacki, Kordian

  - L'homme artificiel 
    - E.T.A Hoffmann, Le Marchand de sable
    - Mary Shelley, Frankenstein
    - Villiers de L'Isle-Adam, L'Ève future

### 1998-1999
- Littérature française :
  - Moyen Âge : Chrétien de Troyes, Le Conte du Graal
  - XVIe siècle : Jean de La Taille, Saül le furieux
  - XVIIe siècle : La Rochefoucauld, Maximes
  - XVIIIe siècle : Choderlos de Laclos, Les Liaisons dangereuses
  - XIXe siècle : Stéphane Mallarmé, Poésies
  - XXe siècle : Samuel Beckett, En attendant Godot, Fin de partie
- Littérature générale et comparée :
  - La comédie du valet
    - Plaute, Pseudolus
    - Carlo Goldoni, Arlequin valet de deux maîtres
    - Hugo von Hofmannsthal, L'Incorruptible

  - Le roman du crime
    - William Faulkner, Sanctuaire
    - Fiodor Dostoïevski, Crime et châtiment
    - Albert Camus, L'Étranger
    - Juan Benet, L'Air d'un crime

### 1997-1998
- Littérature française :
  - Moyen Âge : Jean de Joinville, Vie de saint Louis
  - XVIe siècle : Pierre de Ronsard, Les Amours de Cassandre
  - XVIIe siècle : Pierre Corneille, Cinna, Rodogune, Nicomède
  - XVIIIe siècle : Jean-Jacques Rousseau, Les Rêveries du promeneur solitaire
  - XIXe siècle : Gérard de Nerval, Les Filles du feu, Les Chimères, Aurélia
  - XXe siècle : Claude Simon, La Route des Flandres
- Littérature générale et comparée :
  - La poésie du Spleen 
    - Charles Baudelaire, Les Fleurs du Mal
    - Giacomo Leopardi, Canti
    - Fernando Pessoa, Cancioneiro

  - La tragédie du destin
    - Jean Racine, Phèdre
    - Sophocle, Œdipe roi
    - Henrik Ibsen, Les Revenants

### 1996-1997
- Littérature française :
  - Moyen Âge : Renaut de Beaujeu, Le Bel Inconnu
  - XVIe siècle : Clément Marot, L'Adolescence clémentine
  - XVIIe siècle : Jean de La Fontaine, Les Amours de Psyché et de Cupidon
  - XVIIIe siècle : Marivaux, La Double Inconstance, Le Jeu de l'amour et du hasard
  - XIXe siècle : Stendhal, La Chartreuse de Parme
  - XXe siècle : Guillaume Apollinaire, Alcools
- Littérature générale et comparée :
  - Naissance et affirmation de la nouvelle
    - Boccace, Le Décaméron
    - Marguerite de Navarre, L'Heptaméron
    - Cervantès, Nouvelles exemplaires

  - L'écriture de la jalousie
    - Léon Tolstoï, La Sonate à Kreutzer
    - Italo Svevo, Sénilité
    - Marcel Proust, Un amour de Swann

### 1995-1996
- Littérature française :
  - Moyen Âge : Marie de France, Lais, éd. Honoré Champion
  - XVIe siècle : François Rabelais, Le Tiers Livre, éd. Droz
  - XVIIe siècle : Jean Racine, Bérénice, Mithridate, Britannicus, in Théâtre complet, coll. Folio
  - XVIIIe siècle : Crébillon fils, Les Égarements du cœur et de l'esprit, coll. GF-Flammarion
  - XIXe siècle : Alfred de Musset, Poésies, coll. Poésie/Gallimard
  - XXe siècle : André Malraux, La Condition humaine, éd. Gallimard, coll. Folio
- Littérature générale et comparée :
  - Le roman du poète
    - Blaise Cendrars, Le Lotissement du ciel, éd. Gallimard, coll. Folio
    - James Joyce, Portrait de l'artiste en jeune homme (A Portrait of the Artist as a Young Man), éd. Gallimard, coll. Folio
    - Rainer Maria Rilke, Les Cahiers de Malte Laurids Brigge (Die Aufzeichnungen des Malte Laurids Brigge), éd. du Seuil, coll. Points

  - Le double
    - Adelbert von Chamisso, L'Étrange Histoire de Peter Schlemihl (Peter Schlemihls wundersame Geschichte), éd. Gallimard, coll. Folio/bilingue
    - Guy de Maupassant, Le Horla, coll. GF-Flammarion
    - Fiodor Dostoïevski, Le Double (Двойник), éd. Gallimard, coll. Folio
    - Vladimir Nabokov, La Méprise (Отчаяние, Despair), éd. Gallimard, coll. Folio

### 1994-1995
- Littérature française :
  - Moyen Âge : La Mort le roi Artu, éd. Droz
  - XVIe siècle : Joachim du Bellay, Les Regrets, Les Antiquités de Rome, éd. Classiques Garnier
  - XVIIe siècle : Fénelon, Les Aventures de Télémaque, éd. Classiques Garnier
  - XVIIIe siècle : Voltaire, Dictionnaire philosophique
  - XIXe siècle : Victor Hugo, Les Misérables, livres I et II, éd. Gallimard, coll. Folio
  - XXe siècle : Henry de Montherlant, La Reine morte, Le Cardinal d'Espagne, éd. Gallimard, coll. Folio
- Littérature générale et comparée :
  - L'imaginaire du labyrinthe
    - Franz Kafka, Le Château (Das Schloß), coll. GF-Flammarion
    - Jorge Luis Borges, L'Aleph (El Aleph), éd. Gallimard, coll. L'imaginaire
    - Michel Butor, L'Emploi du temps, éd. de Minuit

  - Formes théâtrales du délire
    - Sénèque, Hercule furieux (Hercules furens), éd. Les Belles Lettres, coll. Guillaumé Budé
    - William Shakespeare, Le Roi Lear (King Lear), trad. de Jean-Michel Déprats, éd. Gallimard, coll. Folio Théâtre
    - August Strindberg, Père (Fadren), éd. L'Imprimerie nationale

### 1993-1994
- Littérature française :
  - Moyen Âge : Aliscans
  - XVIe siècle : Guillaume de Saluste Du Bartas, La Sepmaine
  - XVIIe siècle : Blaise Pascal, Pensées
  - XVIIIe siècle : Beaumarchais, Le Barbier de Séville, Le Mariage de Figaro et La Mère coupable
  - XIXe siècle : Honoré de Balzac, Le Lys dans la vallée, La Femme de trente ans
  - XXe siècle : Louis-Ferdinand Céline, Voyage au bout de la nuit

### 1992-1993
- Littérature française :
  - Moyen Âge : François Villon
  - XVIe siècle : Montaigne, Essais, livre I
  - XVIIe siècle : Molière, Les Femmes savantes, Les Fourberies de Scapin, La Comtesse d'Escarbagnas, Le Malade imaginaire
  - XVIIIe siècle : Robert Challe, Les Illustres Françaises
  - XIXe siècle : Ernest Renan, Souvenirs d'enfance et de jeunesse
  - XXe siècle : Paul Valéry, Charmes, La Jeune Parque

### Années précédentes
Référence.
- 1991-1992 : Marguerite de Navarre, Heptaméron, livre I ; La Fontaine ; Diderot, Le Neveu de Rameau ; Huysmans, À rebours.
- 1990-1991 : Le Roman de Tristan ; Agrippa d'Aubigné, Les Tragiques ; La Bruyère, Les Caractères ; Alfred de Musset, Lorenzaccio, On ne badine pas avec l'amour ; André Gide, Les Faux-Monnayeurs.
- 1989-1990 : Madame de Lafayette, La Princesse de Clèves ; Jean-Jacques Rousseau, La Nouvelle Heloïse ; Chateaubriand, Mémoires d'outre-tombe partie IV ; René Char.
- 1988-1989 :  Chrétien de Troyes, Yvain ; François Rabelais, Pantagruel, Gargantua ; Pierre Corneille, Le Cid, Othon, Suréna ; Charles Baudelaire, Les Fleurs du Mal ; Louis Aragon, Aurélien.
- 1987-1988 : Maurice Scève, Délie ; le cardinal de Retz, Mémoires ; Montesquieu, Lettres persanes ; Barbey d'Aurevilly, L'Ensorcelée ;  Paul Claudel, Le Soulier de satin
- 1986-1987 : Rutebeuf ; La Rochefoucauld, Maximes ; Denis Diderot, Lettres à Sophie Volland ; Émile Zola, La Curée ; Léopold Ségar Senghor, Poèmes
- 1985-1986 : Le Roman d'Enéas ; Montaigne, Essais ; Jean Racine, Bajazet, Athalie ; Senancour, Oberman ; François Mauriac, La Pharisienne
- 1984-1985 : Lancelot en prose ; Molière, L'École des femmes, La Critique de L'École des femmes ; Jean-Jacques Rousseau, Rêveries du promeneur solitaire ; Victor Hugo, L'Homme qui rit ; Robert Desnos, Corps et biens
- 1983-1984 : Guillaume de Lorris, Le Roman de la Rose ; Odet de Turnèbe, Les Contens ; Blaise Pascal, Les Provinciales ; Marivaux, Le Prince travesti, Le Triomphe de l'amour ; Arthur Rimbaud, Poésies, Une saison en enfer, Illuminations ; Marcel Proust, À l'ombre des jeunes filles en fleurs
- 1982-1983 : Fabliaux français du Moyen Âge ; Mathurin Régnier ; Madame de Sévigné, Lettres de l'année 1671 ; Voltaire, Candide, L'Ingénu ; Stendhal, Lucien Leuwen ; Jean-Paul Sartre, Le Diable et le Bon Dieu
- 1981-1982 : Philippe de Commynes, Mémoires ; Pierre Corneille, Clitandre ; Choderlos de Laclos, Les Liaisons dangereuses
- 1980-1981 : Pierre de Ronsard, Le Second Livre des Amours, Sonnets pour Hélène ; Bossuet ; Beaumarchais, Le Barbier de Séville, Le Mariage de Figaro ; Gustave Flaubert, L'Éducation sentimentale ; Jules Supervielle, Gravitations
- 1979-1980 : Jean Renart, Le Roman de la Rose ou de Guillaume de Dole ; Robert Garnier, Bradamante, Les Juives ; La Fontaine, Fables (livres VII à XII) ; Saint-Simon, Mémoires (année 1715) ; Alfred de Vigny, Les Destinées ; André Malraux, L'Espoir
- 1978-1979 : Lais de Marie de France ; Montaigne, Essais, t. II, chap. XII (Apologie de Raymond de Sebond) ; Marivaux, La Vie de Marianne ; Honoré de Balzac, La Peau de chagrin ; Paul Claudel, Cinq grandes odes
- 1977-1978 : Jean Giono, Un roi sans divertissement, Le Chant du monde
- 1976-1977 : Molière, Les Femmes savantes, Les Fourberies de Scapin, Le Malade imaginaire